# Quatre Pièces pour orchestre (Bartók)

Les Quatre Pièces pour orchestre (opus 12, Sz. 51, BB 64) est une pièce orchestrale de Béla Bartók. Composées en 1912, elles sont orchestrées en 1921. Elles sont créées à Budapest le 9 janvier 1922.

## Structure de l'œuvre
1. Prélude
2. Scherzo
3. Intermezzo
4. Marche funèbre

## Instrumentation
Deux piccolos, deux flûtes, deux hautbois, un cor anglais, trois clarinettes (dont une en mi bémol), une clarinette basse, deux bassons, un contrebasson, quatre cors, quatre trompettes (doublent les cornets à pistons), quatre trombones, un tuba, percussion, un célesta, deux harpes, cordes.